# Gobiusculus flavescens
Gobiusculus flavescens (Fabricius, 1779), noto in italiano come ghiozzetto nuotatore o ghiozzetto bipuntato è un pesce osseo marino appartenente alla famiglia Gobiidae. È l'unica specie compresa nel genere Gobiusculus.

## Distribuzione e habitat
G. flavescens è endemico delle coste dell'oceano Atlantico nordorientale. È comune sulle coste dell'Europa atlantica dalle isole Fær Øer e la Norvegia settentrionale al nord della Spagna e alla parte occidentale del mar Baltico. Appare assente o raro nel mare del Nord sudorientale. Storicamente è stato segnalato come rarissimo nel mar Mediterraneo, a Palermo e nel mar Adriatico, ma queste segnalazioni, e la stessa presenza di questo animale nel Mediterraneo, sono reputate dubbie o del tutto inattendibili.
È una specie costiera che si può incontrare dal piano mesolitorale a 20 metri di profondità ma normalmente non oltre i 5 metri. Al contrario della maggior parte dei ghiozzi non fa vita bentonica ma vive nell'acqua libera anche se nei pressi del fondale. Vive in zone con fondali duri ricoperti di organismi sessili o fra le alghe e le fanerogame marine, soprattutto dei generi Laminaria e Zostera. Si incontra anche nelle pozze di marea.

## Descrizione

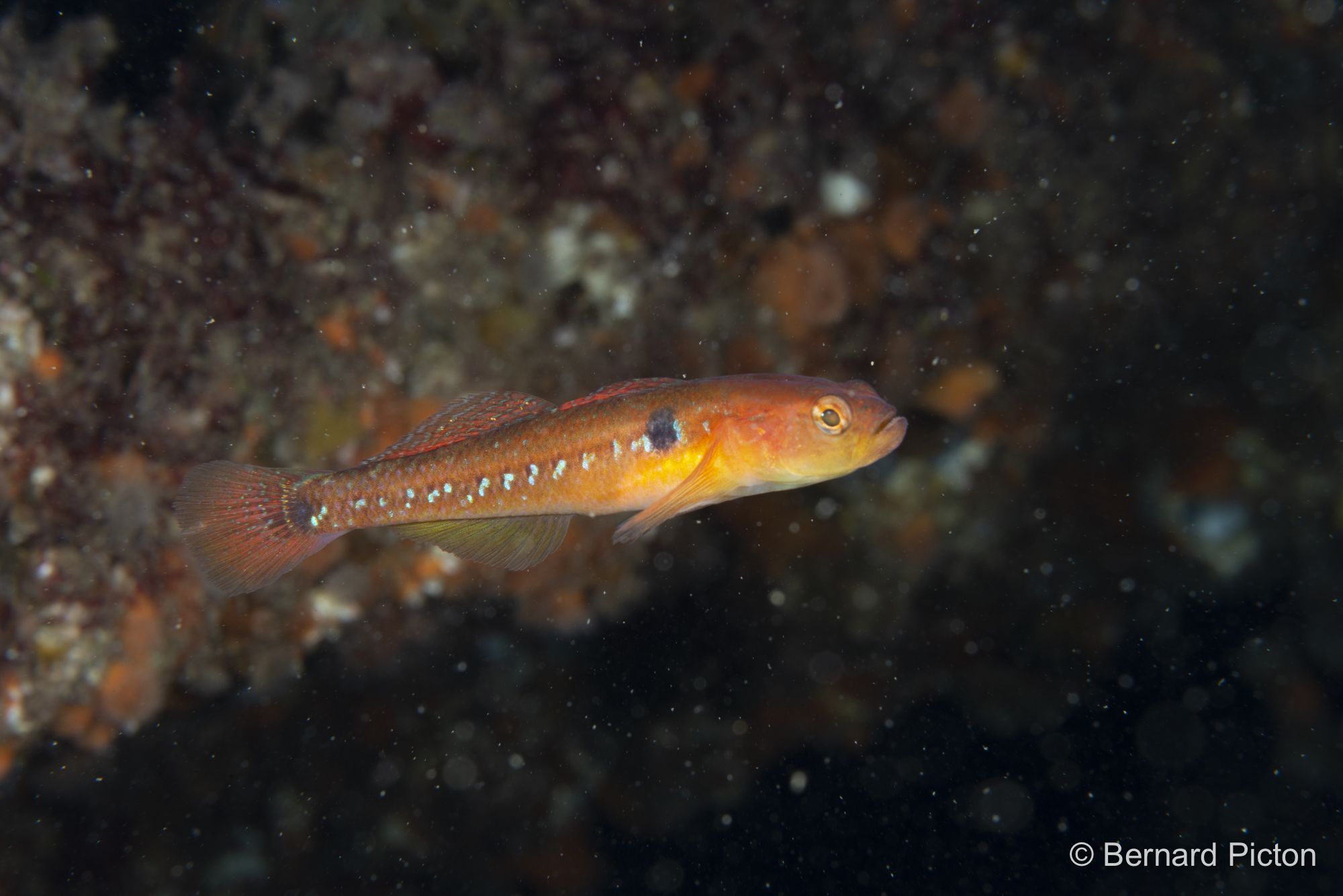
Individuo maschile

Gobiusculus flavescens è affine ai membri del genere Pomatoschistus, a cui assomiglia molto differenziandosi soprattutto per i caratteri dei pori e delle papille cefalici, apprezzabili soltanto con un'analisi microscopica. Il corpo è snello, affusolato, con testa piuttosto grande ma allungata. Gli occhi sono grandi e in posizione laterale, sporgono sul profilo dorsale del capo e sono più distanti fra loro che in altri Gobiidae. La bocca è piccola, obliqua e armata di piccoli denti. Le pinne dorsali sono due, la prima bassa con raggi spinosi morbidi, la seconda è staccata da un breve spazio dalla prima, ha un raggio spinoso e il resto molli; è più alta della prima dorsale. La pinna anale è simile e quasi simmetrica alla seconda dorsale; nei maschi i raggi molli di questa pinna sono di lunghezza crescente verso la parte posteriore. La pinna caudale è spatolata, con bordo leggermente arrotondato. Le pinne pettorali sono ampie, rotondeggianti; le pinne ventrali sono unite in un disco adesivo che giunge fino all'apertura anale. Il corpo è coperto di minute scaglie che mancano solo sulla gola, sulla nuca e sulla parte di dorso anteriore alla prima pinna dorsale. La colorazione di fondo è brunastra con toni rossicci che può diventare arancio vivo, con marezzature più chiare o scure. Sul dorso sono presenti 5 o 6 macchie chiare a forma di sella, non sempre ben visibili, mentre al centro dei fianchi si allinea una fila di macchioline bianche o azzurre. Sul peduncolo caudale c'è una vistosa macchia nera con un bordo giallo nella parte posteriore, i maschi hanno un'altra macchia nera sotto le pinne pettorali ancora più contrastata. Le pinne dorsali sono percorse da strisce orizzontali rossastre mentre fasce bruno rossicce verticali sono presenti sulla coda. L'iride è rossiccia, screziata di bruno. I maschi hanno colori molto più vivaci e contrastati delle femmine. Quando si posano sul fondo immediatamente i colori e le macchie nere sbiadiscono..
La taglia arriva eccezionalmente a 6 cm, misure di 4,5 cm sono già molto grandi.

## Biologia
La longevità massima nota è di 2 anni.

### Comportamento
Gregario, forma gruppi sparsi non ben coesi in acque libere. Si tratta di una specie molto mobile ma poco paurosa, facile da approcciare da parte dei subacquei.

### Alimentazione
Si nutre di zooplancton, soprattutto crostacei (copepodi, misidacei, cladoceri, anfipodi e larve cypris di cirripedi), chetognati e stadi larvali.

### Riproduzione
Le uova vengono deposte in primavera e inizio estate in tane spesso alla base di alghe o piante marine e vengono guardate dal maschio fino alla schiusa, a circa 10 giorni dalla deposizione. La femmina depone le uova a più riprese nei nidi di diversi maschi: in ogni nido ci sono le uova di varie femmine. L'uomo misura circa 1 mm ed è a forma di pera. Le larve sono pelagiche.

## Pesca
Questa specie non è soggetta a pesca.

## Conservazione
Si tratta di una specie da comune ad abbondante in tutto l'areale, non soggetta a pesca o ad altri impatti e con popolazioni stabili. Per questi motivi la Lista rossa IUCN classifica questa specie come "a rischio minimo".